# Tałowka
Tałowka (ros. Таловка) – rzeka w azjatyckiej części Rosji, w Kraju Kamczackim; długość 713 km; powierzchnia dorzecza 4100 km².
Źródła w Górach Koriackich; płynie w kierunku północnym, w środkowym biegu przez nizinę Parapolski Doł; następnie przełamuje się przez Góry Penżyńskie i uchodzi estuarium do Zatoki Penżyńskiej (Morze Ochockie) kilka kilometrów na południe od ujścia Penżyny. Tarliska łososi pacyficznych.
Zasilanie głównie śniegowe; zamarza od października do maja.
Rzeka płynie w środkowym biegu przez Rezerwat Koriacki.